# Barát-patak
A Barát-patak egy időszakos vízfolyás, amely egyben Budapest északi határát jelzi Békásmegyer és Budakalász között.

## Leírása és története
Több ágban ered a Nagy-Kevély és az Ezüst-hegy északi oldalán. (Budakalász központjában, a Szentendrei HÉV hídja után egyesül a Vas-Lámpa és a Majdán-patakkal.) A száraz időszakokban nem ad vizet, a Duna áradásakor annak visszaduzzasztó hatása miatt korábban rendszeresen megáradt. Vízgyűjtője nagyobbrészt homokos, löszös üledékkel fedett. A HÉV és a Szentendrei-Duna közötti szakaszán 1817-ben gátak közé fogták, hogy vizét a helyi mocsár helyett a Dunába vezessék el.  Az árvízi védekezéseket megkönnyítendő, 2019-ben elkészült a patak torkolatába építendő zsilip engedélye, amelyet 2022-ben kezdtek el építeni és 2023 szeptemberére készült el.

## Növény- és állatvilág
A patakot egykor források táplálták, viszont ma már csak a völgyteknőkben összegyűlt vizet vezeti el, de a növényvilága és az állatvilága természeti szempontból rendkívül gazdag. A területen több ritka és védett növény található, pl. agárkosbor, bíboros kosbor, dárdás csukóka, fehér fűz, fehér nyár, hólyagos csűdfű, kisvirágú pozdor, közönséges párlófű, közönséges (vad) dió, lózsálya, mandulalevelű fűz, mezei zsurló, mocsári zsurló, mocsári galaj, mocsári csillaghúr, mezei varfű, parlagi lednek, pénzlevelű lizinka, sédkender. Emellett számos védett állatfaj is él itt, pl. a mocsári teknős, a vízi sikló, az egerészölyv, a kakukk és a barna rétihéja.
Ez a patakmeder és az árterülete természetes állapotában maradt fenn, így háborítatlan élőhelyet jelenthet az itt élő növény és állatpopulációnak. A patak Budakalásszal közös határszakaszán 2014–2015 telén tereprendezést tartottak, amivel az ott található természetes élőhelyet sajnos tönkretették.

## Part menti települések
- Pomáz
- Budakalász
- Budapest